# Pork Soda
Pork Soda è il terzo album in studio del gruppo musicale statunitense Primus, pubblicato il 20 aprile 1993 dalla Interscope Records.
I singoli estratti da questo album sono My Name Is Mud, DMV e Mr. Krinkle.
L'album è stato certificato disco di platino nel 1997.
Il brano Welcome to This World compare anche nella colonna sonora di Brainscan - Il gioco della morte.

## Tracce
1. Pork Chop's Little Ditty – 0:21 (Larry LaLonde)
2. My Name Is Mud – 4:47 (Les Claypool/LaLonde/Tim Alexander)
3. Welcome to This World – 3:40 (Claypool/LaLonde/Alexander)
4. Bob – 4:40 (Claypool/LaLonde/Alexander)
5. DMV – 4:58 (Claypool/LaLonde/Alexander)
6. The Ol' Diamondback Sturgeon (Fisherman's Chronicles, Part 3) – 4:39 (Claypool/LaLonde/Alexander)
7. Nature Boy – 5:33 (Claypool/LaLonde/Alexander)
8. Wounded Knee – 2:25 (Alexander)
9. Pork Soda – 2:20 (Claypool/LaLonde/Alexander)
10. The Pressman – 5:11 (Claypool)
11. Mr. Krinkle – 5:27 (Claypool/LaLonde/Alexander)
12. The Air Is Getting Slippery – 2:31 (Claypool/LaLonde/Alexander)
13. Hamburger Train – 8:11 (Claypool/LaLonde/Alexander)
14. Pork Chop's Little Ditty – 1:03 (LaLonde)
15. Hail Santa – 1:50 (Claypool)

## Singoli
- My Name Is Mud
- DMV
- Mr. Krinkle

## Formazione
- Les Claypool - voce, basso, mandolino, contrabasso
- Larry LaLonde - chitarra, banjo 6 corde
- Tim "Herb" Alexander - batteria